# Jean-Claude Andruet
Jean-Claude Andruet (Montreuil-sur-Mer, 13 agosto 1940) è un ex pilota di rally francese, vincitore in carriera di tre prove del campionato del mondo rally.

## Biografia
Figlio di un emigrato italiano dell'Appennino parmense, Jean-Claude Andruet ha partecipato al campionato del mondo rally dal 1973 al 1986, ottenendo tre vittorie e sette podi. Nel 1995, all'età di 53 anni, disputa ancora una prova del mondiale, il Rally di Monte Carlo, al volante di una Mini Cooper.

## Palmarès

### Vittorie nel mondiale rally
| Anno | Rally                | Navigatore                     | Vettura                  |
| ---- | -------------------- | ------------------------------ | ------------------------ |
| 1973 | Rally di Monte Carlo | Michèle Espinosi-Petit "Biche" | Alpine-Renault A110 1800 |
| 1974 | Tour de Corse        | Michèle Espinosi-Petit "Biche" | Lancia Stratos           |
| 1977 | Rally di Sanremo     | Christian Delferrier           | Fiat 131 Abarth Rally    |

## Risultati nel mondiale rally

### ICM
- 1970 - Alpine-Renault A110 1600 - Squalificato al Rally di Monte Carlo
- 1971 - Alpine Renault - Alpine-Renault A110 1600 - 4° al Rally di Monte Carlo
- 1972 - Alpine Renault - Alpine-Renault A110 1600 - 26° al Rally di Monte Carlo

### WRC
| 1973 | Scuderia       | Vettura                  |   |  |  |  |  |  |  |  |  |  |  |  |  |  |  |  | Punti | Pos. |
| ---- | -------------- | ------------------------ | - |  |  |  |  |  |  |  |  |  |  |  |  |  |  |  | ----- | ---- |
| 1973 | Alpine Renault | Alpine-Renault A110 1800 | 1 |  |  |  |  |  |  |  |  |  |  |  |  |  |  |  |       |      |

| 1974 | Scuderia | Vettura           |  |  |  |  |  |  |  |   |  |  |  |  |  |  |  |  | Punti | Pos. |
| ---- | -------- | ----------------- |  |  |  |  |  |  |  | - |  |  |  |  |  |  |  |  | ----- | ---- |
| 1974 |          | Lancia Stratos HF |  |  |  |  |  |  |  | 1 |  |  |  |  |  |  |  |  |       |      |

| 1975 | Scuderia | Vettura                                              |     |  |  |  |  |  |  |  |   |  |  |  |  |  |  |  | Punti | Pos. |
| ---- | -------- | ---------------------------------------------------- | --- |  |  |  |  |  |  |  | - |  |  |  |  |  |  |  | ----- | ---- |
| 1975 | Lancia   | Lancia Stratos HF Alfa Romeo Alfetta GTV 2.0 America | Rit |  |  |  |  |  |  |  | 3 |  |  |  |  |  |  |  |       |      |

| 1976 | Scuderia       | Vettura                  |     |  |  |  |  |  |  |  |     |  |  |  |  |  |  |  | Punti | Pos. |
| ---- | -------------- | ------------------------ | --- |  |  |  |  |  |  |  | --- |  |  |  |  |  |  |  | ----- | ---- |
| 1976 | Ecurie Gitanes | Alpine-Renault A310 1800 | Rit |  |  |  |  |  |  |  | Rit |  |  |  |  |  |  |  |       |      |

| 1977 | Scuderia                          | Vettura         |   |  |   |  |  |     |  |  |   |     |  |  |  |  |  |  | Punti | Pos. |
| ---- | --------------------------------- | --------------- | - |  | - |  |  | --- |  |  | - | --- |  |  |  |  |  |  | ----- | ---- |
| 1977 | Fiat France Fiat Automobiles Fiat | Fiat 131 Abarth | 2 |  | 4 |  |  | Rit |  |  | 1 | Rit |  |  |  |  |  |  |       |      |

| 1978 | Scuderia                     | Vettura         |   |  |  |  |  |  |  |  |  |   |  |  |  |  |  |  | Punti | Pos. |
| ---- | ---------------------------- | --------------- | - |  |  |  |  |  |  |  |  | - |  |  |  |  |  |  | ----- | ---- |
| 1978 | Fiat Auto France Fiat France | Fiat 131 Abarth | 6 |  |  |  |  |  |  |  |  | 2 |  |  |  |  |  |  |       |      |

| 1979 | Scuderia    | Vettura         |   |  |  |  |  |  |  |  |  |     |  |  |  |  |  |  | Punti | Pos. |
| ---- | ----------- | --------------- | - |  |  |  |  |  |  |  |  | --- |  |  |  |  |  |  | ----- | ---- |
| 1979 | Fiat France | Fiat 131 Abarth | 4 |  |  |  |  |  |  |  |  | Rit |  |  |  |  |  |  | 10    | 22º  |

| 1980 | Scuderia    | Vettura         |    |  |  |  |  |  |  |  |  |     |  |  |  |  |  |  | Punti | Pos. |
| ---- | ----------- | --------------- | -- |  |  |  |  |  |  |  |  | --- |  |  |  |  |  |  | ----- | ---- |
| 1980 | Fiat France | Fiat 131 Abarth | 95 |  |  |  |  |  |  |  |  | Rit |  |  |  |  |  |  | 0     |      |

| 1981 | Scuderia      | Vettura         |  |  |  |  |     |  |  |  |  |  |  |  |  |  |  |  | Punti | Pos. |
| ---- | ------------- | --------------- |  |  |  |  | --- |  |  |  |  |  |  |  |  |  |  |  | ----- | ---- |
| 1981 | Charles Pozzi | Ferrari 308 GTB |  |  |  |  | Rit |  |  |  |  |  |  |  |  |  |  |  | 0     |      |

| 1982 | Scuderia      | Vettura         |     |  |  |  |   |  |  |  |  |  |  |  |  |  |  |  | Punti | Pos. |
| ---- | ------------- | --------------- | --- |  |  |  | - |  |  |  |  |  |  |  |  |  |  |  | ----- | ---- |
| 1982 | Charles Pozzi | Ferrari 308 GTB | Rit |  |  |  | 2 |  |  |  |  |  |  |  |  |  |  |  | 15    | 13º  |

| 1983 | Scuderia       | Vettura          |   |  |  |  |     |  |  |  |  |  |  |  |  |  |  |  | Punti | Pos. |
| ---- | -------------- | ---------------- | - |  |  |  | --- |  |  |  |  |  |  |  |  |  |  |  | ----- | ---- |
| 1983 | Martini Racing | Lancia 037 Rally | 8 |  |  |  | Rit |  |  |  |  |  |  |  |  |  |  |  | 3     | 41º  |

| 1984 | Scuderia       | Vettura          |    |  |  |  |   |  |  |  |  |  |  |  |  |  |  |  | Punti | Pos. |
| ---- | -------------- | ---------------- | -- |  |  |  | - |  |  |  |  |  |  |  |  |  |  |  | ----- | ---- |
| 1984 | Martini Racing | Lancia 037 Rally | SQ |  |  |  | 6 |  |  |  |  |  |  |  |  |  |  |  | 6     | 30º  |

| 1985 | Scuderia             | Vettura                  |   |  |  |  |  |  |  |  |  |  |  |  |  |  |  |  | Punti | Pos. |
| ---- | -------------------- | ------------------------ | - |  |  |  |  |  |  |  |  |  |  |  |  |  |  |  | ----- | ---- |
| 1985 | Citroën Compétitions | Citroën Visa 1000 Pistes | 8 |  |  |  |  |  |  |  |  |  |  |  |  |  |  |  | 3     | 51º  |

| 1986 | Scuderia             | Vettura        |     |   |  |  |  |     |  |  |  |  |  |  |  |  |  |  | Punti | Pos. |
| ---- | -------------------- | -------------- | --- | - |  |  |  | --- |  |  |  |  |  |  |  |  |  |  | ----- | ---- |
| 1986 | Citroën Compétitions | Citroën BX 4TC | Rit | 6 |  |  |  | Rit |  |  |  |  |  |  |  |  |  |  | 6     | 36º  |

| 1995 | Scuderia | Vettura           |     |  |  |  |  |  |  |  |  |  |  |  |  |  |  |  | Punti | Pos. |
| ---- | -------- | ----------------- | --- |  |  |  |  |  |  |  |  |  |  |  |  |  |  |  | ----- | ---- |
| 1995 |          | Rover Mini Cooper | Rit |  |  |  |  |  |  |  |  |  |  |  |  |  |  |  | 0     |      |

| Legenda | 1º posto | 2º posto | 3º posto | A punti | Senza punti | Ritirato | Squalificato | NP=Non partito C=Gara cancellata | Apice=Power stage |